# Ovčara (Névna)
Ovčara falu Horvátországban, Eszék-Baranya megyében. Közigazgatásilag Névnához tartozik.

## Fekvése
Eszéktől légvonalban 46, közúton 64 km-re délnyugatra, Diakovártól légvonalban 16, közúton 23 km-re nyugatra, községközpontjától 2 km-re délkeletre, Szlavónia középső részén, a Dilj-hegység keleti lejtőin, a Pozsegát Diakovárral összekötő főúttól délre fekszik.

## Története
A falu a 20. században keletkezett Majorfalva nyugati, „Ovčara” nevű határrészén. A terület a nevét onnan kapta, hogy a Dilj-hegységnek ez a legelőkben gazdag része különösen alkalmas volt a juhtenyésztésre. Az „ovčara” szó olyan elkerített területet jelöl, ahol juhokat (ovca) tartanak. Lakosságát 1948-ban számlálták meg először, amikor 293 lakosa volt. 1991-től a független Horvátországhoz tartozik. 1991-ben lakossága horvát nemzetiségű volt. 2011-ben a településnek 23 lakosa volt.

## Lakossága
| Lakosság változása | Lakosság változása | Lakosság változása | Lakosság változása | Lakosság változása | Lakosság változása | Lakosság változása | Lakosság változása | Lakosság változása | Lakosság változása | Lakosság változása | Lakosság változása | Lakosság változása | Lakosság változása | Lakosság változása | Lakosság változása |
| ------------------ | ------------------ | ------------------ | ------------------ | ------------------ | ------------------ | ------------------ | ------------------ | ------------------ | ------------------ | ------------------ | ------------------ | ------------------ | ------------------ | ------------------ | ------------------ |
| 1857               | 1869               | 1880               | 1890               | 1900               | 1910               | 1921               | 1931               | 1948               | 1953               | 1961               | 1971               | 1981               | 1991               | 2001               | 2011               |
| 0                  | 0                  | 0                  | 0                  | 0                  | 0                  | 0                  | 0                  | 293                | 303                | 289                | 218                | 111                | 83                 | 35                 | 23                 |

## Nevezetességei
Szűz Mária királynő tiszteletére szentelt római katolikus temploma.

## Oktatás
„Silvije Strahimir Kranjčević” általános iskola Névna.